# Shona Zammit
Shona Zammit (15 giugno 1996) è una calciatrice maltese, centrocampista dello Swieqi United e della nazionale maltese.

## Carriera

### Club
Nata a Malta nel 1996, dopo una stagione al Mosta, a 18 anni, nel 2014, è passata all'Hibernians, giocando anche in Women's Champions League, esordendovi il 9 agosto, titolare nel turno preliminare a Cluj-Napoca, in Romania, perso per 5-0 contro le bulgare del NSA Sofia, anche con un suo autogol. In bianconero ha vinto 2 campionati e 2 Coppe di Malta nelle prime 2 stagioni.
Nel settembre 2019 si è trasferita in Italia, alla Pink Sport Time, debuttando alla 2ª di Serie A il 21 settembre, titolare nella gara pareggiata per 1-1 sul campo del Tavagnacco.

### Nazionale
Ha esordito in nazionale under 19 nel 2013, giocando fino al 2014 6 partite di qualificazione all'Europeo under 19, 3 a quello di Norvegia 2014 e 3 a quello di Israele 2015.
Ha debuttato in gara ufficiale con la nazionale maggiore il 5 aprile 2014, nella sfida delle qualificazioni al Mondiale di Canada 2015 in trasferta a Zugo contro la Svizzera, persa per 11-0, entrando al 35' al posto di Kimberly Parnis.

## Statistiche

### Presenze e reti nei club
Statistiche aggiornate al 2 luglio 2020.
| Stagione        | Squadra         | Campionato      | Campionato | Campionato | Coppe nazionali | Coppe nazionali | Coppe nazionali | Coppe continentali | Coppe continentali | Coppe continentali | Altre coppe | Altre coppe | Altre coppe | Totale | Totale |
| Stagione        | Squadra         | Comp            | Pres       | Reti       | Comp            | Pres            | Reti            | Comp               | Pres               | Reti               | Comp        | Pres        | Reti        | Pres   | Reti   |
| --------------- | --------------- | --------------- | ---------- | ---------- | --------------- | --------------- | --------------- | ------------------ | ------------------ | ------------------ | ----------- | ----------- | ----------- | ------ | ------ |
| 2019-2020       | Pink Sport Time | A               | 15         | 1          | CI              | 1               | 0               | -                  | -                  | -                  | -           | -           | -           | 16     | 1      |
| Totale carriera | Totale carriera | Totale carriera | 15         | 1          | -               | 1               | 0               | -                  | -                  | -                  | -           | -           | -           | 16     | 1      |

## Palmarès

### Club
- Campionato maltese: 3

Hibernians: 2014-2015, 2015-2016
Swieqi United: 2024-2025
- Coppa di Malta: 3

Hibernians: 2014-2015, 2015-2016
Swieqi United: 2022-2023
- Supercoppa di Malta: 5

Hibernians: 2014, 2015, 2016, 2018
Swieqi United: 2024